# 奧澤爾內 (梅利托波爾區)
46°52′31″N 34°53′8″E / 46.87528°N 34.88556°E
奧澤爾內（烏克蘭語：Озерне́），是位於烏克蘭南部的村莊，由扎波羅熱州梅利托波爾區的韋塞萊市鎮負責管轄，處於大烏特柳克河畔，距離比洛里齊克3公里，面積1.64平方公里，海拔高度56米，2001年人口443。